# Richard Kone
Richard Kone (* 15. Juli 2003 in Abidjan) ist ein ivorischer Fußballstürmer, der mit Stand Oktober 2024 bei Wycombe Wanderers in der EFL League One aktiv ist, der dritthöchsten Spielklasse im englischen Fußball nach der Premier League und der EFL Championship.

## Karriere
Eigenen Angaben zufolge lebte Kone aufgrund eines Streites mit seinen Eltern spätestens im Alter von 16 Jahren auf den Straßen von Abidjan, dem größten städtischen Ballungsraum der Elfenbeinküste. Über Kontakte wurde ihm die Teilnahme an der Fußballweltmeisterschaft der Obdachlosen 2019 in Cardiff, Wales, möglich. Nach der Veranstaltung emigrierte er und schloss sich dem unterklassigen Club Athletic Newham aus dem London Borough of Newham an. Bei dem Neuntligisten erzielte Kone in vier Spielzeiten kumuliert über 100 Tore, davon 82 Treffer in den Saisons 2021/22 und 2022/23. Die britischen Visumsbestimmungen verhinderten dabei vorläufig einen Wechsel in eine höhere Spielklasse, der schließlich mit einem Profivertrag bei Wycombe Wanderers ab 1. Januar 2024 erfolgte. In der Partie des EFL Cup vom 24. September 2024 erzielte er den Ehrentreffer seine Vereins gegen Aston Villa und damit sein erstes Tor gegen ein Team aus der Premier League. Seinen ersten Hattrick im Profifußball erreichte er Ende Oktober 2024 als Einwechselspieler in der Partie gegen Peterborough United. Den Spieltag schloss seine Mannschaft damit auf dem dritten Rang nach Birmingham City und AFC Wrexham ab.